# Listă de filme românești/Î
Aceasta este o listă de filme românești (artistice, de animație și documentare) care încep cu litera Î:
- Împărăția leneșilor (1961)
- Împușcături pe portativ (1968)
- Împușcături sub clar de lună (1977)
- Împușcând căcatul (2011)
- În acvariu (2012)
- În care eroina se ascunde și apoi are parte de o întâlnire neașteptată (2015)
- În căutarea tatălui pierdut (2016)
- În căutarea timpului pierdut (1967)
- În fața mării, sub glia temeteului (2020)
- În fiecare luni și joi (1973)
- În fiecare zi (1987)
- În fiecare zi Dumnezeu ne sărută pe gură (2001)
- În fiecare zi e noapte (1995)
- În fiecare zi mi-e dor de tine (1988)
- În film la Nașu (2012)
- În iureș de joc (1959)
- În jungla verde de sub apă (1984)
- În marea trecere (1971)
- În numele primarului (2013)
- În pădurea cea stufoasă (1973)
- În pădurea lui Ion (1970)
- În permisie (1946)
- În plin progres (1953)
- În rând cu lumea (2008)
- În sat la noi (1951)
- În sfârșit, portretul (1989)
- În spatele cortinei (1993)
- În spatele frontului (2018)
- În termeni foarte clari (2017)
- În vreme de război (1955)
- Înainte de tăcere (1978)
- Înainte și după 22/12/1989 (2009)
- Înaintea micului dejun (1995)
- Înapoi în cartier (2007)
- Încearcă să nu clipești (2011)
- Începuturi (1994)
- Închiriez mansardă. Rog seriozitate (2015)
- Închisoarea cu ochi negri (2011)
- Încotro (1991)
- Încrederea (1986)
- Îngemănarea apelor (1974)
- Îngeri pierduți (2013)
- Îngerul împușcat (1967)
- Îngerul necesar (2007)
- Înghițitorul de săbii (1981)
- Înmormantarea episcopului Bartók (1907)
- Înmormantarea generalului Manu (1911)
- Înmormantarea generalului Warthiadi, generalism al casei regale a României (1911)
- Înmormantarea episcopului P.S.S. Gherasim Timus al Argeșului (1911)
- Înnebunesc și-mi pare rău (1992)
- Însemnări din Deltă (1957)
- Însemnări din Portul Roșu (1957)
- Însemnări din Vama (1980)
- Însir-te margarite (1911)
- Întâi copiii! (1970)
- Întâlnire cu cerul (1972)
- Întâlnire cu vechi prieteni (1971)
- Întîlnirea (1982)
- Întâlniri încrucișate (2009)
- Întâmplări cu Alexandra (1989)
- Întâmplări cu arici (1974)
- Întârzierea (2012)
- Întoarce-te și mai privește o dată (1981)
- Întoarcere în viitor (1971)
- Întoarcere la dragostea dintâi (1981)
- Întoarcerea din iad (1983)
- Întoarcerea în paradis (1997)
- Întoarcerea lui Magellan (1974)
- Întoarcerea lui Vintilă Horia (2000)
- Întoarcerea lui Vodă Lăpușneanu (1980)
- Întoarcerea magilor (2016)
- Întoarcerea Vlașinilor (1983)
- Într-o dimineață (1959)
- Într-o grădină încântătoare (1983)
- Într-o zi ca oricare alta (1985)
- Într-un raft de bibliotecă (1985)
- Între Anina și Oravița (1976)
- Între oglinzi paralele (1978)
- Între pământ și cer (1982)
- Întunecare (1985)
- Întuneric și lumină (1963)
- Întunericul alb (1982)
- Înțelepciunea și limitele ei (1983)
- Învățătoarea (2010)
- Învingătorii (2009)
- Învingătorul (1981)